# M/S Östan
M/S Östan är ett svenskt skärgårdsfartyg, som sattes i trafik i augusti 1969 hos Waxholmsbolaget. Fartyget såldes 1992 till Koster Marin på Sydkoster och omdöptes till Kostervåg. År 1995 köptes hon av AB Runmarö Kanal och omdöptes till Södertörn, för att från 1996 sättas in i trafik i Stockholms skärgård för Waxholmsbolaget.
Hon fick nytt maskineri och byggdes om 2006/2007 på Rindö.
I december 2018 köptes hon av Blidösundsbolaget och återfick sitt ursprungliga namn Östan.
M/S Östan är en av de så kallade "vindbåtarna" och har M/S Sunnan (1968) och M/S Nordan (1970) som systerfartyg.
Liksom med Sunnan arrangerade rederiet en 50-årsjubileumstur till Östhammar, där byggnadsvarvet låg när dessa båtar byggdes.